# Safflor
Safflor (Carthamus tinctorius), färgtistel, är en ettårig ört som kan bli upp till sex decimeter hög. Den har odlats som färgväxt sedan antiken i bland annat länderna kring Medelhavet och i Kina. Den rödgula tisteln ger färg men inte smak till matlagningen. Förr såldes ofta denna ört billigt som saffranpistiller.
Skörd av och färgframställning från färgtistel finns beskrivet i Studio Ghibli-filmen Minnen av igår.

## Safflorolja
Safflorolja (tistelolja) fås från frön av Carthamus tinctorius och C. oxyacantha, växter som länge har odlats i stor omfattning för färgämnets skull. Oljan framställs numer i industriell produktion och används både som matolja och som olja för färg, framför allt i tillverkning av icke gulnande alkydhartser. Den används som ersättning för linolja i konstnärsfärger, men dess motståndskraft mot åldrande – försprödning – är inte lika stor som linoljans.
Safflorolja innehåller 76 % fleromättade fettsyror.